# Onychomykóza
Onychomykóza (lat. onychomycosis), také známá jako dermatofytická onychomykóza, popř. tinea unguium je mykotické postižení nehtových plotének, popř. nehtových lůžek. Je to nejčastější onemocnění nehtů a tvoří asi polovinu všech nehtových abnormalit. Prevalence onychomykózy je asi 6 až 8 % dospělé populace.

## Klasifikace

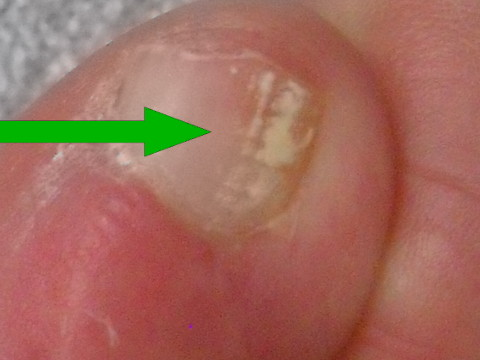
Onychomykóza

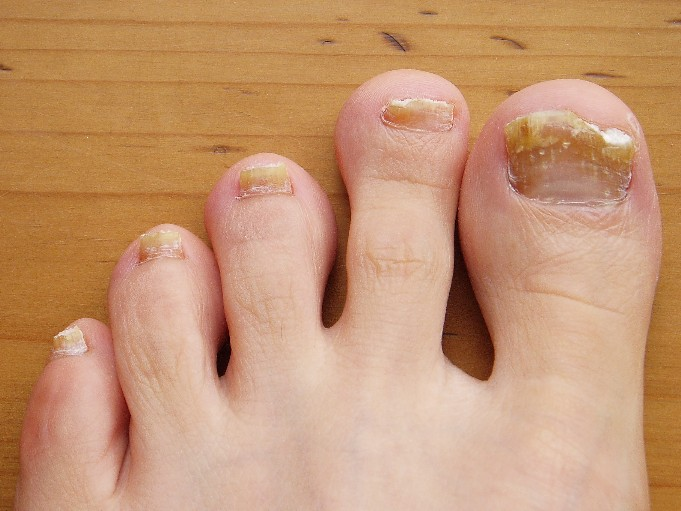
Onychomykóza

- Distální subungvální onychomykóza – nejčastější forma, kde původcem je obvykle Trichophyton rubrum. Začíná na volném okraji nehtu a pokračuje k zadnímu nehtovému valu.
- Superficiální bílá onychomykóza (leukonychia mycotica) – je způsobena invazí plísně do povrchových vrstev nehtové ploténky, což se projevuje bílým zbarvením povrchové části nehtu. Tento typ představuje pouze asi 10 % případů onychomykózy.
- Proximální subunguální onychomykóza – nejméně běžná forma u zdravých lidí. Častěji se vyskytuje při oslabeném imunitním systému. Začíná od zadního nehtového valu.
- Onychomykóza způsobená kvasinkami – vyskytuje se na dolních i horních končetinách, mnohdy u lidí, kteří mají často ponořené ruce do vody. Může se projevit po traumatickém poškození (oslabení) nehtu.

## Příznaky
Nejčastějším příznakem plísňové infekce nehtů je ztluštělý nehet, změna zbarvení, popř. deformace nehtu. Barva postiženého nehtu bývá bílá, černá, žlutá nebo zelená. S postupem infekce se nehet může stát křehkým a některé jeho části se mohou ulomit. Pokud se infekce neléčí, může se kůže pod nehtem a kolem nehtu bolestivě zanítit. Mohou také vzniknout bílé nebo žluté skvrny nebo šupinatá kůže u nehtu. Lidé s onychomykózou mohou mít významné psychosociální problémy způsobené vzhledem nehtů, zvláště když jsou postiženy prsty na rukou, které jsou prakticky vždy viditelné.

## Původci
Onychomykóza je způsoba dermatofyty, kvasinkami, popř. nedermatofytickými původci. Dermatofyty jsou nejčastěji odpovědné za onychomykózu v mírném pásmu, zatímco kvasinky a nedermatofytické formy často v tropech a subtropech s horkým a vlhkým klimatem. Nejčastější původce onychomykózy je Trichophyton rubrum. Další dermatofyty, které mohou být původci jsou T. interdigitale, Epidermophyton floccosum, T. violaceum, Microsporum gypseum, T. tonsurans, T. soudanense a T. verrucosum.
Mezi další kauzativní patogeny patří oportunní mikromycety, jako např. Scopulariopsis, Aspergillus a Scytalidium (Neoscytalidium). Scytalidium postihuje především osoby v tropech, ačkoli onemocnění přetrvává, i pokud se později přesunou do oblasti mírného klimatu. Candida spp. způsobuje onychomykózu u lidí, jejichž ruce jsou často ponořeny do vody.

## Rizikové faktory
Nejčastější rizikový faktor pro onychomykózu je stárnutí, a to kvůli možnému snížení periferní vaskulární cirkulace, pomalejšímu růstu nehtů a zvýšené náchylnosti k infekcím. Mezi další rizikové faktory patří pocení, vlhké prostředí, lupénka, ponožky a boty, které brání větrání a neabsorbují pot, chůze naboso na vlhkých veřejných místech, jako jsou bazény, tělocvičny a sprchy, menší kožní poranění, traumatické poškození nehtu, diabetes mellitus, problémy s krevním oběhem, které mohou také vést ke snížení teploty na rukou a nohou, popř. oslabený imunitní systém. Onychomykóza postihuje častěji muže než ženy a je spojena s rodinnou anamnézou.

## Diagnóza
Aby se předešlo chybným diagnózám jako jsou např. psoriáza nehtů, lichen planus, kontaktní dermatitida, trauma, tumor nehtového lůžka nebo syndrom žlutých nehtů, je nutné laboratorní vyšetření.
Tři hlavní metody jsou KOH-test, kultivace a histologie. To zahrnuje mikroskopické vyšetření částí nehtů a kultivaci stěrů. Poznatky ukazují, že nejlepší je přímý stěr v kombinaci s biopsií nehtové ploténky a histologickým vyšetřením preparátu připraveného pomocí PAS reakce.

## Terapie
Léčba onychomykózy je náročná, protože plíseň bývá obtížně přístupná. Příznaky odeznívají velmi pomalu, třeba rok i déle, poněvadž nový nehet musí zcela nahradit starý, infikovaný.
Nejčastěji používané jsou buď systémové antimykotické léčivé přípravky, jako je Terbinafin a Itrakonazol, popř. lokální, jako například přípravky obsahující Ciclopirox nebo Amorolfin. Existují důkazy, že kombinace systémové a lokální léčby dává lepší klinické výsledky. V případě diagnostikované superficiální bílé onychomykózy se doporučují spíše systémové než lokální antimykotické přípravky.
V červenci roku 2007 byla zveřejněna studie, věnovaná léčení infekcí nehtů. Hlavní závěry říkají, že Ciclopiroxolamin a Butenafin jsou účinné, ale musí být aplikovány denně po delší dobu. Amorolfin může být podstatně účinnější. Studie z roku 2002 srovnávala účinnost a bezpečnost Terbinafinu ve srovnání s placebem, Itrakonazolem a Griseofulvinem v léčbě plísňových infekcí nehtů. Mezi hlavní zjištění patří, že Terbinafin byl výrazně lepší než Itrakonazol a Griseofulvin. Terbinafin byl lépe snášen než Itrakonazol. V roce 2007 klinická studie zahrnující 249 pacientů ukázala, že kombinace lokálního použití Amorolfinu a ústního podávání Terbinafinu má lepší klinickou účinnost než samotný Terbinafin.
Výzkum naznačuje, že plísně jsou citlivé na teplo. Základem laserového ošetření je nahřát nehtové lůžko na teplotu 40 až 60 °C, aby se narušil růst plísní.

## Komplikace
Plísňové onemocnění může být bolestivé a způsobit trvalé poškození nehtů. To může vést k jiným závažným infekcím, pokud je imunitní systém potlačen léky, diabetem nebo jinými příčinami. Riziko je nejzávažnější pro pacienty s diabetem a imunitním systémem oslabených leukémií nebo AIDS, popř. léky po transplantaci orgánů. Diabetici mají cévní a nervové postižení a jsou ohroženi celulitidou, popř. závažnou bakteriální infekcí. Relativně malé poranění nohy včetně onychomykózy, může vést k vážným komplikacím. Další vzácná, ale možná komplikace je Osteomyelitida (zánět kostní dřeně).

## Epidemiologie
Průzkumem onemocnění nohou v 16 evropských zemích bylo zjištěno, že onychomykóza je nejčastější plísňová infekce a odhaduje se její výskyt na 27 %. Prevalence se prohlubuje s rostoucím věkem. V Kanadě se prevalence odhaduje na 6,48 %. Onychomykóza postihuje přibližně jednu třetinu diabetiků a je o 56 % častější u lidí trpících psoriázou.